# Moderator (instrumentoznawstwo)

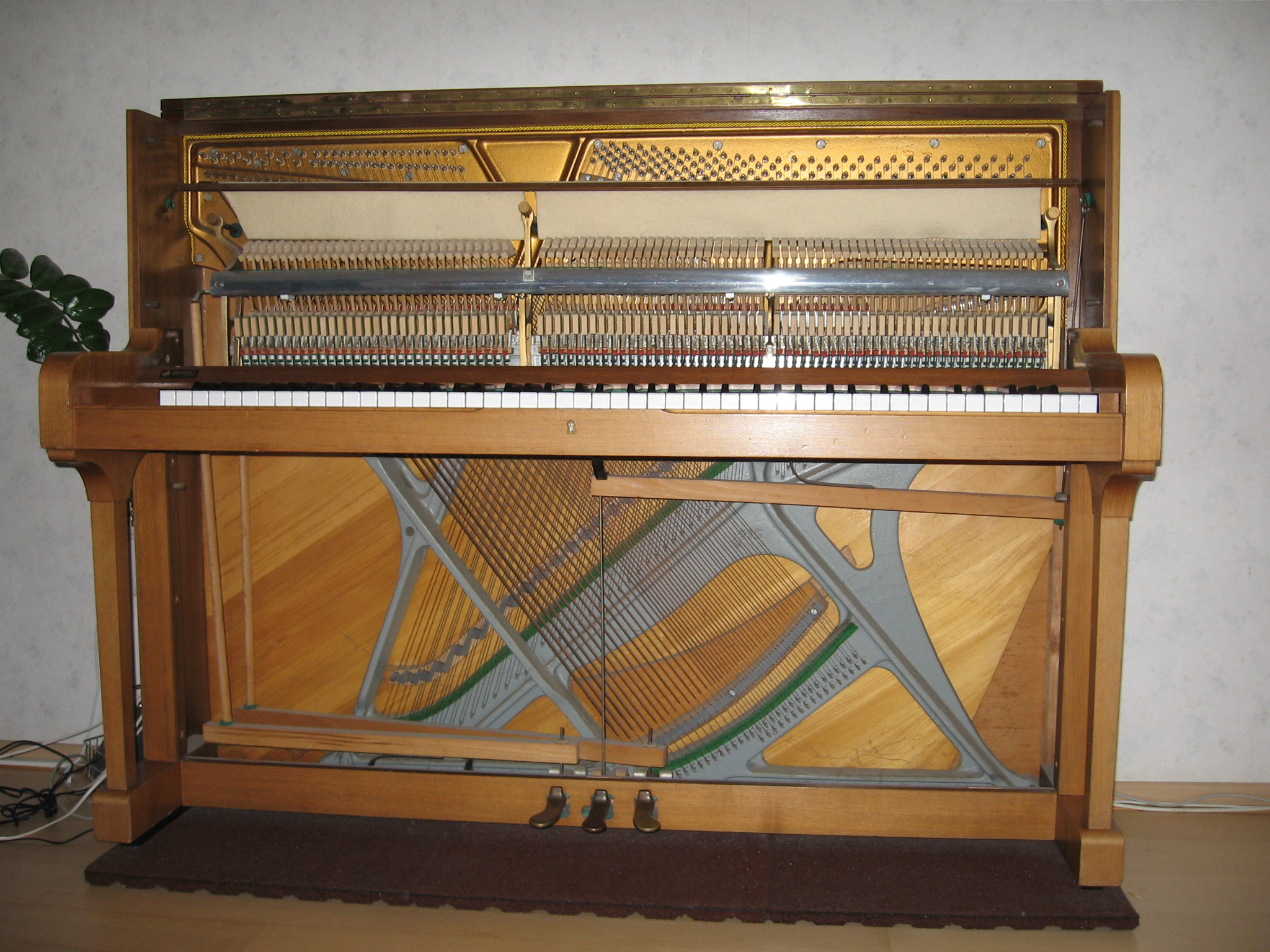
Wnętrze pianina z widocznym mechanizmem moderatora. Przesunięcie środkowego pedału powoduje ruch połączonych z nim dźwigni i nieznaczne opuszczenie znajdującej się w górnej części, ponad rzędem młoteczków listwy. Pas filcu, który przyklejony jest do listwy, wsuwa się w ten sposób między młoteczki a struny

Moderator – urządzenie występujące w niektórych pianinach, rzadziej w fortepianach, umożliwiające znaczne zmniejszenie natężenia dźwięku poprzez wsunięcie między struny a młoteczki pasa filcu lub sukna. Włączanie i wyłączanie moderatora odbywa się za pomocą dźwigni umieszczonej obok klawiatury lub trzeciego (środkowego) pedału.